# テイエムスパーダ
テイエムスパーダ（欧字名:T M Spada、2019年4月25日 - ）は、日本の競走馬。主な勝ち鞍は2022年のCBC賞、2023年のセントウルステークス。
馬名の意味は、冠名＋父名の一部。CBC賞では鞍上今村聖奈に重賞初騎乗初制覇をもたらし、走破タイム1分05秒8は芝1200mの日本レコードとなった。

## 戦績

### 2歳（2021年）
2021年7月11日、小倉競馬場第6競走の2歳新馬戦で、福永祐一を鞍上にデビュー。2番人気に支持されていたが、2着アンジーニョをアタマ差交わしてデビュー勝ちを収めた。そのまま翌月のフェニックス賞へ1番人気で出走したが、ここでは次走で小倉2歳ステークスを制するナムラクレアの半馬身差2着となった。この2戦のみで2歳シーズンを終えた。

### 3歳（2022年）
国分恭介を鞍上に、1勝クラスのあざみ賞より始動し快勝。3月13日のフィリーズレビューで重賞初挑戦となったが、ここでは13着と惨敗。その後の葵ステークスも11着と重賞で惨敗が続いたが、2勝クラスの皆生特別で再び快勝すると、7月3日のCBC賞に今村聖奈と共に参戦することとなった。当日は2番人気の評価で出走し、レースではハナを切って逃げ直線で完全に抜け出すと、そのまま2着以下を3馬身以上離し優勝。勝ちタイムの1分5秒8は前年のこのレースでファストフォースが記録したタイムを0秒2上回る日本レコードであった。鞍上の今村にとってはこれが重賞初騎乗・初制覇となった。
続いて8月21日に行われた北九州記念（GIII）に出走。鞍上は国分に戻り、2番人気に推された。レースでは前走のCBC賞と同様にハナを奪って直線中ほどまで首位をキープしたが、最後の直線で粘り切れずに7着に敗れた。
10月2日に中山競馬場で行われたスプリンターズステークス（GI）に出走。前走のシルクロードステークスでコースレコード勝ちのメイケイエール、この年の桜花賞3着のナムラクレア、前年のNHKマイルカップ勝ち馬シュネルマイスターに次ぐ4番人気に推された。レースではスタートで後手を踏むも最内枠を活かして先手を奪い切る。前半3ハロン32秒5のペースで後続を引っ張り粘り込みをはかったが、直線で力尽き15着に敗れた。
続いて11月27日に行われた京阪杯（GIII）に出走。主戦騎手の国分恭介が落馬負傷のため、今村聖奈を再び鞍上に迎えた。3番人気で迎えたレースでは3番手を追走。最後の直線では伸びきれずに6着に敗れた。鞍上の今村は「ゲートでしんどい部分があって出負けしてしまいました。二の脚でリカバリーして、道中も折り合いはつきました。ただ思った以上に遅れたので人間が冷静さを欠いてしまいました」と敗因を語った。

### 4歳（2023年）
4歳初戦として、1月29日に中京競馬場で行われたシルクロードステークス（GIII）に出走。レースでは9番人気に推され、14着に敗れた。9月10日のセントウルステークスでは初コンビとなる富田暁に乗り替わり、単勝112.6倍の14番人気となっていた。レースはスタート後ハナを奪うと、中間はマイペースに持ち込んでそのまま逃げ切り、2着アグリに1馬身差をつけ優勝。鞍上の富田は重賞初制覇となった。3着には5番人気のスマートクラージュが入り、三連単は97万8840円と波乱を演出。WIN5に至っては5レース中4レースを6番人気以下が制した関係で、歴代5位の4億2318万30円を記録した。

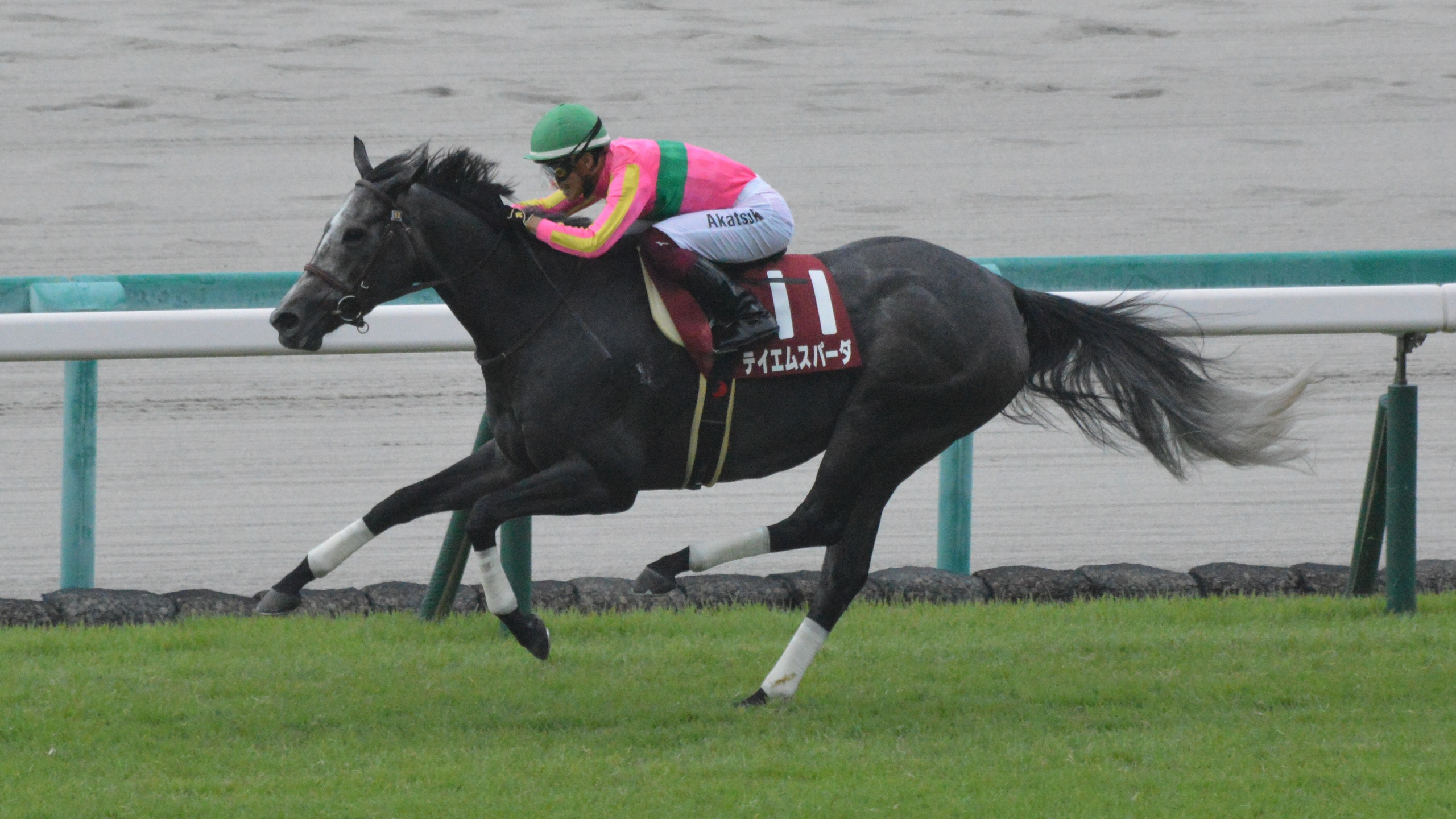
セントウルS
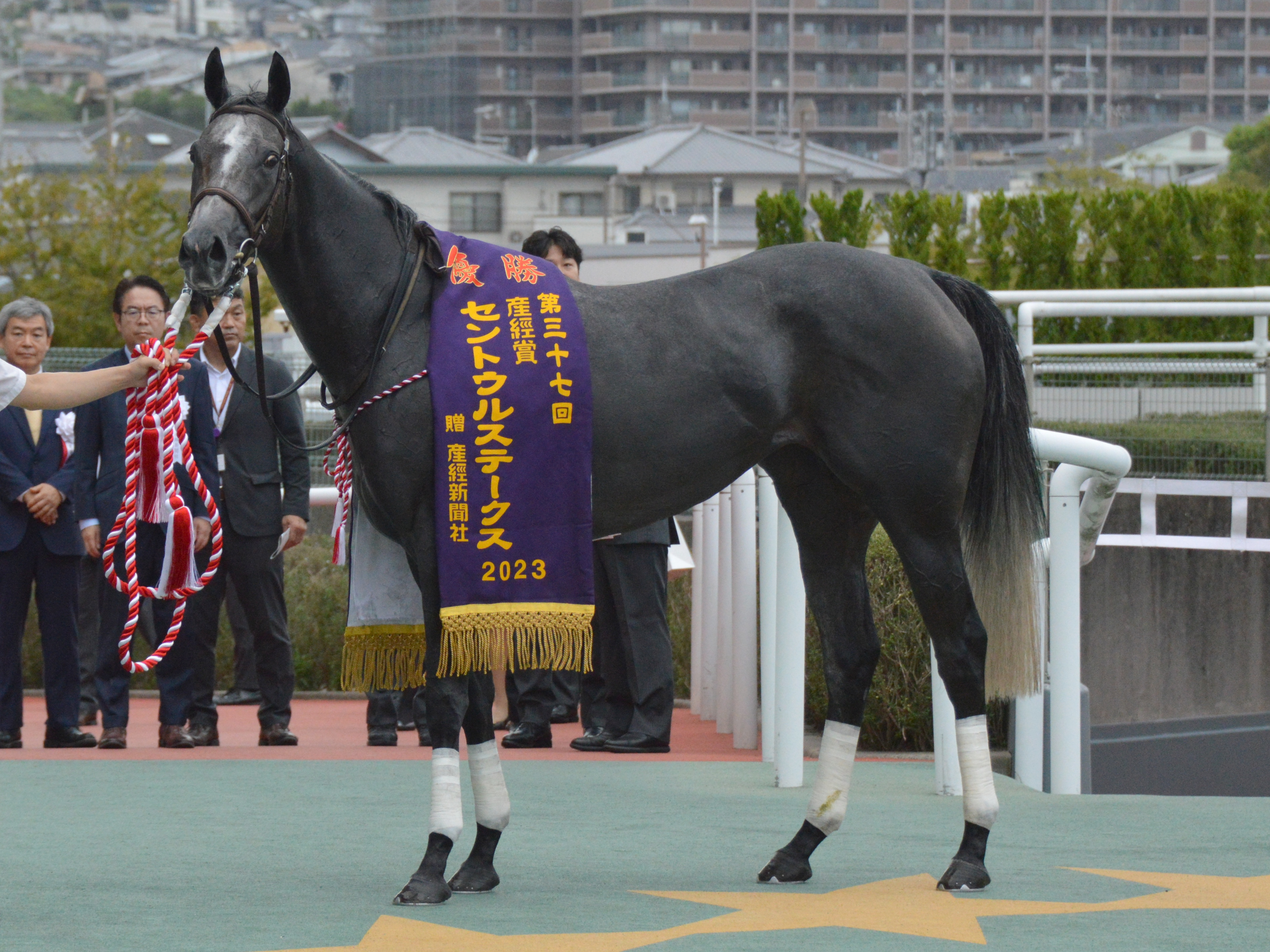

## 競走成績
以下の内容は、netkeiba.comおよびJBISサーチに基づく。
| 競走日     | 競馬場 | 競走名          | 格   | 距離（馬場）  | 頭 数 | 枠 番 | 馬 番 | オッズ （人気） | 着順 | タイム （上り3F） | 着差 | 騎手      | 斤量 [kg] | 1着馬（2着馬）         | 馬体重 [kg] |
| ---------- | ------ | --------------- | ---- | ------------- | ----- | ----- | ----- | --------------- | ---- | ----------------- | ---- | --------- | --------- | ---------------------- | ----------- |
| 2021.07.11 | 小倉   | 2歳新馬         |      | 芝1200m（良） | 8     | 3     | 3     | 003.10（2人）   | 01着 | R1:09.5（34.5）   | -0.0 | 0福永祐一 | 54        | （アンジーニョ）       | 494         |
| 0000.08.14 | 小倉   | フェニックス賞  | OP   | 芝1200m（不） | 10    | 1     | 1     | 002.90（1人）   | 02着 | R1:10.9（36.8）   | -0.1 | 0岩田望来 | 54        | ナムラクレア           | 484         |
| 2022.02.20 | 小倉   | あざみ賞        | 1勝  | 芝1200m（稍） | 16    | 6     | 12    | 005.50（3人）   | 01着 | R1:10.3（35.2）   | -0.5 | 0国分恭介 | 54        | （セリノーフォス）     | 490         |
| 0000.03.13 | 阪神   | フィリーズR     | GII  | 芝1400m（良） | 15    | 5     | 8     | 012.80（6人）   | 13着 | R1:21.8（36.8）   | -1.9 | 0国分恭介 | 54        | サブライムアンセム     | 494         |
| 0000.05.28 | 中京   | 葵S             | GIII | 芝1200m（良） | 17    | 1     | 2     | 014.80（7人）   | 11着 | R1:09.0（35.3）   | -0.8 | 0国分恭介 | 54        | ウインマーベル         | 480         |
| 0000.06.18 | 阪神   | 皆生特別        | 2勝  | 芝1200m（良） | 11    | 1     | 1     | 003.90（2人）   | 01着 | R1:07.9（34.2）   | -0.4 | 0国分恭介 | 52        | （テイエムトッキュウ） | 488         |
| 0000.07.03 | 小倉   | CBC賞           | GIII | 芝1200m（良） | 17    | 3     | 5     | 005.00（2人）   | 01着 | R1:05.8（34.0）   | -0.6 | 0今村聖奈 | 48        | （タイセイビジョン）   | 486         |
| 0000.08.21 | 小倉   | 北九州記念      | GIII | 芝1200m（良） | 18    | 2     | 4     | 004.60（2人）   | 07着 | 01:07.4（34.6）   | 00.5 | 0国分恭介 | 51        | ボンボヤージ           | 488         |
| 0000.10.02 | 中山   | スプリンターズS | GI   | 芝1200m（良） | 16    | 1     | 1     | 016.70（4人）   | 15着 | R1:08.8（36.1）   | -1.0 | 0国分恭介 | 53        | ジャンダルム           | 490         |
| 0000.11.27 | 阪神   | 京阪杯          | GIII | 芝1200m（良） | 16    | 3     | 5     | 007.00（3人）   | 06着 | R1:08.0（34.3）   | -0.8 | 0今村聖奈 | 53        | トウシンマカオ         | 490         |
| 2023.01.29 | 中京   | シルクロードS   | GIII | 芝1200m（良） | 15    | 6     | 11    | 032.60（9人）   | 14着 | R1:09.0（33.7）   | -1.7 | 0今村聖奈 | 55        | ナムラクレア           | 494         |
| 0000.02.19 | 小倉   | 小倉大賞典      | GIII | 芝1800m（重） | 16    | 2     | 3     | 051.2（13人）   | 16着 | R1:53.8（39.8）   | -4.1 | 0今村聖奈 | 54        | ヒンドゥタイムズ       | 494         |
| 0000.07.02 | 中京   | CBC賞           | GIII | 芝1200m（良） | 12    | 5     | 5     | 036.30（9人）   | 08着 | R1:07.9（34.0）   | -0.7 | 0国分恭介 | 55        | ジャスパークローネ     | 494         |
| 0000.08.20 | 小倉   | 北九州記念      | GIII | 芝1200m（良） | 18    | 6     | 12    | 051.1（15人）   | 13着 | R1:08.2（35.1）   | -0.9 | 0今村聖奈 | 55        | ジャスパークローネ     | 494         |
| 0000.09.10 | 阪神   | セントウルS     | GII  | 芝1200m（良） | 15    | 6     | 11    | 112.6（14人）   | 01着 | R1:07.2（33.7）   | -0.2 | 0富田暁   | 55        | （アグリ）             | 498         |
| 0000.10.01 | 中山   | スプリンターズS | GI   | 芝1200m（良） | 16    | 1     | 2     | 038.0（10人）   | 14着 | R1:09.2（35.8）   | -1.2 | 0富田暁   | 56        | ママコチャ             | 496         |
| 2024.01.28 | 京都   | シルクロードS   | GIII | 芝1200m（良） | 18    | 7     | 14    | 037.2（10人）   | 14着 | R1:09.1（35.7）   | -1.4 | 0富田暁   | 56        | ルガル                 | 502         |
| 0000.03.24 | 中京   | 高松宮記念      | GI   | 芝1200m（重） | 18    | 4     | 7     | 104.9（15人）   | 18着 | R1:11.6（36.1）   | -2.7 | 0富田暁   | 56        | マッドクール           | 504         |
| 0000.06.30 | 小倉   | 北九州記念      | GIII | 芝1200m（稍） | 18    | 1     | 2     | 046.2（12人）   | 18着 | R1:09.9（37.3）   | -2.0 | 0酒井学   | 56        | ピューロマジック       | 490         |
| 0000.07.28 | 新潟   | アイビスSD      | GIII | 芝1000m（良） | 18    | 8     | 17    | 016.00（8人）   | 03着 | R0:55.4（33.5）   | -0.1 | 0酒井学   | 57        | モズメイメイ           | 490         |
| 0000.09.08 | 中京   | セントウルS     | GII  | 芝1200m（良） | 18    | 5     | 10    | 069.3（13人）   | 16着 | R1:08.8（33.6）   | -1.1 | 0酒井学   | 57        | トウシンマカオ         | 494         |
| 0000.11.24 | 京都   | 京阪杯          | GIII | 芝1200m（良） | 18    | 7     | 13    | 117.0（14人）   | 12着 | R1:08.9（35.1）   | -1.2 | 0小沢大仁 | 56        | ビッグシーザー         | 510         |
| 2025.03.01 | 中山   | オーシャンS     | GIII | 芝1200m（良） | 15    | 4     | 7     | 034.90（9人）   | 15着 | R1:08.9（35.2）   | -1.8 | 0富田暁   | 55        | ママコチャ             | 492         |
| 0000.03.23 | 中京   | 愛知杯          | GIII | 芝1400m（良） | 18    | 1     | 1     | 075.8（16人）   | 17着 | R1:22.0（37.8）   | -1.8 | 0川須栄彦 | 56        | ワイドラトゥール       | 494         |
| 0000.05.25 | 新潟   | 韋駄天S         | OP   | 芝1000m（稍） | 16    | 8     | 15    | 004.70（2人）   | 01着 | R0:55.5（33.0）   | -0.5 | 0斎藤新   | 56        | （リバーラ）           | 496         |
| 0000.08.03 | 新潟   | アイビスSD      | GIII | 芝1000m（良） | 18    | 7     | 13    | 003.70（1人）   | 02着 | R0:53.8（32.1）   | -0.1 | 0斎藤新   | 56        | ピューロマジック       | 502         |

- タイム欄のRはレコード勝ちを示す
- 競走成績は2025年8月3日現在

## 血統表
| の血統                      | の血統                                     | の血統                                | （血統表の出典）                      | （血統表の出典）  |
| 父系                        | ヘイロー系                                 | ヘイロー系                            | ヘイロー系                            | [ § 2 ]           |
| 父 レッドスパーダ 2006 鹿毛 | 父の父*タイキシャトル 1994 栗毛            | Devil's Bag                           | Halo                                  | Halo              |
| 父 レッドスパーダ 2006 鹿毛 | 父の父*タイキシャトル 1994 栗毛            | Devil's Bag                           | Ballade                               |                   |
| 父 レッドスパーダ 2006 鹿毛 | 父の父*タイキシャトル 1994 栗毛            | *Welsh Muffin                         | Caerleon                              | Caerleon          |
| 父 レッドスパーダ 2006 鹿毛 | 父の父*タイキシャトル 1994 栗毛            | *Welsh Muffin                         | Muffitys                              |                   |
| 父 レッドスパーダ 2006 鹿毛 | 父の母*バービーキャット Barbicat 1993 鹿毛 | Storm Cat                             | Storm Bird                            | Storm Bird        |
| 父 レッドスパーダ 2006 鹿毛 | 父の母*バービーキャット Barbicat 1993 鹿毛 | Storm Cat                             | Terlingua                             |                   |
| 父 レッドスパーダ 2006 鹿毛 | 父の母*バービーキャット Barbicat 1993 鹿毛 | Barbarika                             | Bates Motel                           | Bates Motel       |
| 父 レッドスパーダ 2006 鹿毛 | 父の母*バービーキャット Barbicat 1993 鹿毛 | Barbarika                             | War Exchange                          |                   |
| 母 トシザコジーン 2005 芦毛 | 母の父アドマイヤコジーン 1996 芦毛         | Cozzene                               | Caro                                  | Caro              |
| 母 トシザコジーン 2005 芦毛 | 母の父アドマイヤコジーン 1996 芦毛         | Cozzene                               | Ride the Trails                       |                   |
| 母 トシザコジーン 2005 芦毛 | 母の父アドマイヤコジーン 1996 芦毛         | アドマイヤマカディ                    | *ノーザンテースト                     | *ノーザンテースト |
| 母 トシザコジーン 2005 芦毛 | 母の父アドマイヤコジーン 1996 芦毛         | アドマイヤマカディ                    | *ミセスマカディー                     |                   |
| 母 トシザコジーン 2005 芦毛 | 母の母トシメロディー 1998 芦毛             | *マイニング                           | Mr. Prospector                        | Mr. Prospector    |
| 母 トシザコジーン 2005 芦毛 | 母の母トシメロディー 1998 芦毛             | *マイニング                           | I Pass                                |                   |
| 母 トシザコジーン 2005 芦毛 | 母の母トシメロディー 1998 芦毛             | サツマリーベ                          | *カコイーシーズ                       | *カコイーシーズ   |
| 母 トシザコジーン 2005 芦毛 | 母の母トシメロディー 1998 芦毛             | サツマリーベ                          | *ニジンスキーセンチメント             |                   |
| 母系(F-No.)                 | ニジンスキーセンチメント(USA)系(FN:7)      | ニジンスキーセンチメント(USA)系(FN:7) | ニジンスキーセンチメント(USA)系(FN:7) | [ § 3 ]           |
| 5代内の近親交配             | Nijinsky 5 × 5, Northern Dancer 5 × 5      | Nijinsky 5 × 5, Northern Dancer 5 × 5 | Nijinsky 5 × 5, Northern Dancer 5 × 5 | [ § 4 ]           |
| 出典                        | 1. 2. 3. 4.                                | 1. 2. 3. 4.                           | 1. 2. 3. 4.                           | 1. 2. 3. 4.       |

- 主な近親にファーストアロー（1998年クラスターカップ）、テイエムアンコール（2010年産経大阪杯）。